# ASIA LAB
아시아랩(영어: ASIA LAB) 은 한국 서울특별시에 본사를 두고 있는 아시아 No.1 엔터테인먼트 컴퍼니다.

## 연혁

### 2000년대
2000년
- 단편영화 『연인』각본/연출/제작. 제1회 서울국제영화제 지원작, 대한민국 대표단편걸작선으로 선정.

2003년
- 영화 『역전에 산다』각색

2004년
- 영화 『역도산』공동제작
- 영화 『사랑을 놓치다』각본/각색

2005년
- 영화 『아랑』공동제작/각색

2006년
- 영화 『가면』기획/제작/가객

2007년
- 드라마 『돌아와요 순애씨』공동제작
- 드라마 『못된 사랑』공동제작

2008년
- 영화 『로맨틱아일랜드』기획/제작/각본

### 2010년대
2011년
- 소설 『미래의 여인』 제17회 부산국제영화제 E-IP마켓 선정작.

2012년
- 에세이 「두 남자의 거침없는 태국여행」 (김강우, 이정섭 공작)

2013년
- 영화 웹툰 하일권 원작 영화 『목욕의 신』기획/각본

2014년
- 아시아필름램（아시아랩 설립）

2015년
- 임태경 - 한사람 MV
- BTOB ‐ 울면 안돼(The Winter’s Tale) MV

2016년
- 커머셜 영상 제작  『별』 - 마법같은 일(#한글나눔프로젝트)
- 커머셜 영상 제작 『ACE BED』 - 리오 퍼니쳐
- 멜로망스 - 질투가 좋아 MV
- FT island - Take me now MV
- NCT - #2. Synchronization of your dreams MV

2017年
- 영화 『리얼』기획/각본
- 프로젝트 영상 『BMW M4 x Peaches』
- 프로젝트 영상 『NIKE Hypebeast』
- FT island - WIND MV
- 효연- Wannabe MV
- 멜로망스 - 선물(Gift)
- 김동률 - 답장
- 노리플라이 - 집으로 향하던 길에 MV
- 커머셜 영상 제작 『라푸마 x 윤종신 - 좋니』

2018年
- Stray Kids - I am NOT, DISTRICT 9 MV
- 커머셜 영상 제작 『배달의민족』

2019年
- Dickpunks - Special MV
- BTS - Heartbeat MV
- 검정치마 - 섬 MV
- AMEE x B Ray - Anh Nhà Ở Đâu Thế MV(베트남)
- Suni Ha Linh - KHÔNG SAO MÀ EM ĐÂY RỒI MV(베트남)
- 커머셜 영상 제작 『OPPO Reno2 series』

### 2020년대
2020년
- 드라마 시리즈 『AI Her』
- 영화 『낙인(Fallen)』 제40회 판타스포르투 국제영화제 수상, 제24회 부천국제판타그틱영화제 국제경쟁부문 초청[1]

2021年
- 영화 『아시아(ASIA)』
- 영화 『Love Affair (러브 어페어)』
- 드라마 시리즈 『AI Her』 부천국제판타스틱 영화제 공식 초청

## 관련 활동
- The Korea Herald [[Video] Why Anushka Sen is debuting in Korea] 유튜브 영상[2]
- The Korea Herald [[Exclusive] Multinational Asian stars collab to show 'One Asia'] 인터뷰/ 유튜브 영상[3]
- WWD Korea [내일을 건강하게 맞는 아누쉬카 센과 함께한 시간] 인터뷰[4]
- 부천국제판타스틱영화제 [<아시아>, 티저 예고편 및 포스터 공개] 기사[5]
- The Hollywood Reporter [Unforgettable Gala to Open Award Categories to International Asian and Pacific Islander Talent (Exclusive)] 기사[6]

## 상품 천개

### 사업영역
WE CURATE THE FUTURE
“하나의 아시아”를 위한 목표로 세계적인 어워즈를 운영하며 오리지널 IP와 아티스트 글로벌 매니지먼트&프로듀싱을 통해 글로벌 트랜드리더로서 엔터테인먼트 라이프스타일을 만든다.
콘텐츠 프로덕션 사업, 여행＋엔터네인먼트 크리에이티브 플랫폼 사업, 글로벌 매니지먼트/에이전시 사업을 진행.

### 사업구조

#### 글로벌 매니지먼트 (아티스트IP)
아시아/글로벌 아티스트IP
- 세계 최고의 아시아 어워즈 운영
- 영향력 있는 아티스트와 글로벌 매니지먼트 계약

아시아/글로벌 프로페셔널IP
- 각 분야별 전문가들과 아시아랩 프로페셔널 계약

모든 아티스트
- 전 세계 모든 신인 아티스트 및 아티스트 지망생

#### 크리에이티브 플랫폼 (콘텐츠 IP)
Asia Lab 독점 콘텐츠
- 'God of Travel' 등(아시아랩 디지털 스튜디오)

OSMU (콘텐츠, 프로그램, 제품)
- 아티스트/전문가 연결 라이프스타일 상품

프로슈머 콘텐츠
- 누구나 콘텐츠를 소비, 학습, 제작하는 공간

#### 아시아/글로벌 마켓
글로벌 매니지먼트・크리에이티브 플랫폼을 콘텐츠 소비자, 팬덤, 콘텐츠 제작자에게 전달한다.

### 기업 컨셉
전 세계의 여러 창작자가 모이고, 만나고, 소통하며 발전하는 것이 목표다. 아시아랩은 아시아 크리에이티브 플랫폼을 운영하며 글로벌 크리에이티브 생태계의 선순환 사이클을 만들려고 하고 있다.
세계의 변화를 전망하고 시대와 시장에 맞는 콘텐츠를 제작·제공한다.
- 레거시 미디어에서 뉴미디어 중심의 콘텐츠 라이스타일 생태계 변화
- 글로벌 인구의 약 60%인 아시아 지역에서의 콘텐츠 + 여행 + 라이프스타일 소비여력 최대
- 엔데믹 이후 치열한 뉴미디어 경쟁과 지속성 낮은 콘텐츠 수명

이를 눈여겨본 아시아랩은 아시아를 대표하는 글로벌 크리에이티브 플랫폼, 라이프스타일+여행+엔터테인먼트 체계를 새로 제안한다.
- 퀄리티 높은 콘텐츠와 인플루언서 IP + 여행 결합 상품 기획 판매 OSMU
- ‘아시아’를 대표하는 명확한 포지셔닝과 대중적 메시지

### CEO 이정섭
"우리는 전 세계에서 영상 콘텐츠와 모임을 가장 잘 만듭니다."
대표이사 이정섭은 아시아랩 CEO이면서 디렉터, 프로듀서, 라이터도 맡는다.
- ASIA LAB대표이사

- 『아시아(ASIA)』 기획/각본/제작/연출 제25회 부천국제판타스틱영화제 NAFF 프로젝트 스포트라이트 한국 선정

- 『AI Her』 기획/각본/제작/연출 제25회 부천국제판타스틱영화제 초청

- <낙인> 기획/각본/제작/연출 제40회 판타스포르토 국제영화제 심사위원특별상 수상

- 김수현 주연 영화 <리얼> 기획/공동제작/각본/각색
- 이선균, 유진, 이민기 주연 영화 <로맨틱 아일랜드> 기획/제작/각본
- <미래여인> 장편소설 출판
- 김강우 이정섭 <두 남자의 거침없는 태국여행> 여행에세이 베스트셀러
- 설경구 주연 영화 <사랑을 놓치다> 각본/각색

### 독점 상품
라이프스타일 + 독점 여행 + 엔터테인먼트 프로그램/상품
IP 콘텐츠 + 여행 + 라이프스타일 결합 ➔ 기획 IP 상품 제작으로 구성 된다.
ex) 러브 어페어(로맨스, 한국판 비포선라이즈) + 여행 ➔ 서울 여행 올인원 패키지
     아누쉬카 센 + 여행, 스타일, 라이프 ➔ 아누쉬카 센과 함께 배우는 한국

## 같이 일한 사람
- 아누쉬카 센, 인도 (Anushka Sen / India)
- 판웡, 싱가포르 (Fann Wong / Singapore)
- 지안하오 탄, 싱가포르 (JianHao Tan / Singapore)
- 미카 탐바용, 인도네시아 (Mikha Tambayong / Indonesia)
- 루나 마야, 인도네시아 (Luna Maya / Indonesia)
- 카트리오나 그레이, 필리핀 (Catriona Gray / Philippines)
- 나딘, 필리핀 (Nadine Lustre / Philippines)
- 보이팍콘, 태국 (Pakorn Chatborirak / Thailand)
- 나타폰, 태국 (Natapohn Tameeruks / Thailand)
- 킴벌리, 태국 (Kimberley Anne Woltemas / Thailand)
- 티라 츄티쿨, 태국 (Thira Chutikul / Thailand)
- 다이얀 트리샤, 말레이시아 (Daiyan Trisha / Malaysia)
- 알빈총, 말레이시아 (Alvin Chong / Malaysia)
- 션리, 말레이시아 (Sean Lee / Malaysia)
- 차우 부이, 베트남 (Chau Bui / Vietnam)
- 미라 필자, 말레이시아 (Mira Filzah / Malaysia)
- 자스민 수라야 친, 말레이시아 (Jasmine Suraya / Malaysia)

## 미디어 파트너십
현재, ASIA LAB과 파트너십을 맺는 미디어는 WWD Korea, The Korea Herald이다.

### 출전
1. ↑  “Bucheon International Fantastic Film Festival”. 2023년 10월 20일에 확인함.
2. ↑  Herald, Korea (2022년 6월 30일). “[Video] Why Anushka Sen is debuting in Korea” (영어). 2023년 10월 20일에 확인함.
3. ↑  Min-jung, Choi Jeong-yoon;Kim (2022년 11월 17일). “[Exclusive] Multinational Asian stars collab to show 'One Asia'” (영어). 2023년 10월 20일에 확인함.
4. ↑  “내일을 건강하게 맞는 아누쉬카 센과 함께한 시간”. 2022년 11월 19일. 2023년 10월 20일에 확인함.
5. ↑  “Bucheon International Fantastic Film Festival”. 2023년 10월 20일에 확인함.
6. ↑  Sun, Rebecca (2023년 8월 23일). “Unforgettable Gala to Open Award Categories to International Asian and Pacific Islander Talent (Exclusive)” (미국 영어). 2023년 10월 20일에 확인함.